# Ontzetting
Ontzetting (ook nog vervallenverklaring genoemd), in het Belgisch strafrecht, is, volgens artikel 31 van het Strafwetboek, een rechterlijke beslissing die aan de veroordeelde het recht ontneemt bepaalde burgerlijke en/of politieke rechten uit te oefenen. 
Het is een bijkomende straf, die slechts samen met een hoofdstraf kan uitgesproken worden.
De ontzetting is geldig voor de toekomst, in tegenstelling tot de afzetting.
De veroordeelde zal dus binnen de periode van de ontzetting geen openbare functies mogen bekleden, niet meer verkozen worden, geen eretekens meer dragen, niet meer zweren of getuigen, geen voogd meer mogen zijn en geen wapens meer mogen dragen, vervaardigen, vervoeren,...